# احساس داغ
احساس داغ فیلمی به کارگردانی و نویسندگی روبیک زادوریان محصول سال ۱۳۵۰ است.

## داستان
دو زن در زندگی «کمال» هستند…

## بازیگران
- ایرج رستمی
- گوگوش
- ناتاشا
- لرتا
- عباس مهردادیان
- هایک
- ریمیک
- مانوئل ماروتیان
- اسداله یکتا
- ژاله
- ناهید
- مرزبان
- تبریزی
- دهقان
- حکیمی